# Yamilé Aldama
Yamilé Aldama Pozo (n. 14 de agosto de 1972) es una atleta cubana especialista del triple salto. Desde su naturalización en febrero de 2010 compite por la Grand Bretaña, habiendo antes defendido los colores de Cuba y Sudán. Fue campeona de la especialidad en los Juegos Panamericanos de 1999, los Campeonatos Africanos de Atletismo de 2004, y obtuvo la medalla de plata de la especialidad en los Campeonatos Mundiales de Atletismo de 1999.

## Carrera
Aldama nació en La Habana, Cuba, y al inicio de su carrera representó a su país natal. Compitió primero en las pruebas de Salto de altura y heptatlón, pero en 1994 comenzó a practicar el salto triple y dos años más tarde se calificó para integrar la comitiva cubana en los  Juegos Olímpicos de Atlanta '96. Una lesión le impidió participar en esos juegos, pero al año siguiente llegó a la final de sus disciplina en los Campeonatos de Atletismo bajo techo de 1997 en París, terminando en la sexta posición. Dos años después ganó su única medalla hasta la fecha en una gran final de importancia internacional, la de plata, en el Mundial de Atletismo de Sevilla, España, en 1999. Al año siguiente, termina 4.ª de su disciplina en los JJ. OO. de Sídney, consolidando su lugar entre los mejores triple saltadores del mundo.
En 2001 se casó con Andrew Dodds, productor de televisión escocés, desde entonces reside en el Reino Unido. Después de su matrimonio presentó una solicitud de naturalización. Pero poco después su esposo fue sentenciado a 15 años de cárcel por su participación en el tráfico de heroína con un valor de £40 millones. No estando ligada a ese delito, decidió quedarse con su marido, en el Reino Unido. Como no había vivido antes en Gran Bretaña, tenía obligatoriamente que esperar 3 años para obtener el pasaporte británico. Aldama expresó su decisión de representar la Gran Bretaña en los Olímpicos de Atenas 2004, recibiendo el apoyo de David Moorcroft, un atleta británico renombre hoy retirado. Por ello no participó en el Mundial de Atletismo de 2003, representar a otro país en esa ocasión le habría dificultado su naturalización.
Sin embargo, en 2004 el Servicio británico de Identidad y Pasaportes se negó a acelerar su solicitud de pasaporte. Habiéndose mudado a la Gran Bretaña en noviembre de 2001, no reuniría los requisitos para la obtención de un pasaporte hasta noviembre de 2004, tres meses después de los JJ. OO.. Aldama buscó entonces otro país que representar, recibió proposiciones de Italia, España y la República Checa, declinándolas y aceptando finalmente la de Sudán.
Obtuvo la nacionalidad sudanesa el 23 de enero de 2004, y representó a ese país en los JJ. OO. de Atenas 2004, terminado en la 5.ª posición de su disciplina. En 2004 rompió el récord sudanés de salto triple con su resultado de 15,28 m. Tras haber vuelto a ocupar el 4.º lugar en el Mundial de Atletismo de Helsinki en 2005, no alcanzó a calificarse para las finales de los Mundiales de Osaka 2007 ni Berlín 2009 ni para la final de JJ. OO. de Pekín 2008.
El 5 de febrero de 2010, casi 10 años después de su primera solicitud, obtuvo la ciudadanía británica y un año después, compitiendo esta vez con los colores británicos, ocupó el 5.º lugar en la final de salto triple en los Mundiales de Atletismo de Daegu 2011.
El 9 de marzo de 2012, a la edad de 39 años, Aldama obtuvo el campeonato del triple salto en el Mundial de Atletismo bajo techo de 2012 en Istambul, Turquía, convirtiéndose en la 2.ª atleta más veterana en conseguirlo. En lo que lo conseguía, 5 meses antes de su cuadragésimo cumpleaños, rompió dos veces los récords Masters de su disciplina.